# Shenyang J-15
Shenyang J-15 – chiński myśliwiec pokładowy, będący zmodyfikowaną nielicencyjną kopią rosyjskiego samolotu Su-33, wywodzący się z konstrukcji myśliwca J-11 (chińskiej odmiany licencyjnej rosyjskiego Su-27).

## Historia

### Geneza
Wraz ze wzrostem morskich ambicji w Chinach, pojawiła się potrzeba posiadania lotniskowca będącego doskonałym narzędziem projekcji siły, jak również podnoszącym międzynarodowy prestiż Państwa Środka. Pierwszy plan zakładający wprowadzenie do służby tego typu jednostek pojawił się w 1987 roku. Nie mając doświadczenia w budowie takich okrętów, Chińczycy podjęli decyzje o zakupie wycofanych z innych flot lotniskowców. Pierwszym z nich był HMAS "Melbourne" (R21) (zwodowany w 1945 roku), lotniskowiec typu Majestic, zakupiony w 1985 roku. Pierwotnie okręt został zakupiony w celu zezłomowania, ale najpierw został poddany gruntownym badaniom, podczas których z jego konstrukcją zapoznali się chińscy specjaliści. Kolejnymi okrętami były eks -radzieckie lekkie lotniskowce projektu 1143: "Mińsk", zakupiony w 1998 roku oraz "Kijew", zakupiony w 2000 roku. Jednak obydwie jednostki miały dość ograniczone możliwości pełnienia funkcji typowych lotniskowców i jako nieperspektywniczne zakończyły swój żywot jako centra rozrywki w chińskich portach. Kolejną jednostką był zwodowany w Związku Radzieckim ciężki krążownik lotniczy typu Admirał Kuzniecow, niedokończony "Wariag". Jednostkę w 1998 roku zakupiło chińskie przedsiębiorstwo z zamiarem przebudowy na centrum hotelarsko-rozrywkowe. W 2002 roku okręt przybył do portu Dalian. Przez kilka lat lotniskowiec był jedynie konserwowany; jednak przekazanie go w 2004 roku chińskiej marynarce wojennej sprawiło, iż rozpoczęto prace mające na celu przywrócenie go do wypełniania zadań militarnych. Próby morskie lotniskowca rozpoczęły się 10 sierpnia 2011 roku a rok później, 25 września 2012 roku okręt uroczyście został przyjęty do służby, tym samym Chiny pozyskały sprawny lotniskowiec jeszcze przed ukończeniem budowy własnych jednostek tego typu, lotniskowców projektu 085.

## Projekt
Nowy okręt oraz przyszłe chińskie lotniskowce potrzebowały odpowiednich samolotów zdolnych do operowania z ich pokładów. Chińczycy nie mając doświadczenia w budowie tego typu maszyn, podjęli negocjacje z Rosją w celu pozyskania samolotów Su-33, będących zmodyfikowanymi pod kątem działań z pokładów lotniskowców samolotami Su-27. Początkowo rozmowy dotyczyły zakupu około 50 maszyn. W miarę trwania negocjacji Chiny redukowały swoje potrzeby do kilkunastu samolotów i dokumentacji technicznej, aż wreszcie do pojedynczych sztuk wraz z licencją na ich budowę. Takie zachowanie było podyktowane dwoma czynnikami. Pierwszym z nich było uruchomienie w Chinach budowy samolotu Shenyang J-11, będącego chińską kopią Su-27SK. Drugim było pozyskanie na Ukrainie samolotu T-10K-7 (według niektórych źródeł był to T-10K-3), wersji przedprodukcyjnej Su-33, który pozostał na Krymie po rozpadzie ZSRR. Obydwie maszyny stacjonowały w poradzieckiej bazie NITKA (Наземный Испытательный Tренажер Kорабельной Aвиации – НИТКА), Naziemnym Kompleksie Badawczym i Treningowym Lotnictwa, poligonie, na którym testowano samoloty pokładowe. Posiadając samolot oraz opanowawszy technologię produkcji Su-27SK, Chiny zdecydowały się samodzielnie podjąć próbę zbudowania samolotu będącego odpowiednikiem Su-33. Ukraińska maszyna znalazła się w Shenyang w 2001 roku, ale według oficjalnych źródeł, prace nad nowym samolotem, specjaliści z Shenyang Aircraft Corporation oraz instytutu określanego kryptonimiem "601" rozpoczęli dopiero w styczniu 2007 roku. Według dostępnych informacji prototyp został ukończony w 2008 roku, a 31 sierpnia 2009 roku wzniósł się w swój dziewiczy lot. Samolot zewnętrznie w niewielkim stopniu różni się od Su-33 (według niepotwierdzonych doniesień może być to zmodernizowany przez Chińczyków egzemplarz zakupiony na Ukrainie). Z samolotu J-11 przejęto rozmieszczenie czujników systemów ostrzegawczych. W porównaniu do J-11, jego pokładowy odpowiednik posiada wzmocnione podwozie, zdwojone koła przedniej goleni i większe amortyzatory podwozia głównego. Skrócono również tylną belkę ogonową, charakterystyczne "żądło" znajdujące się pomiędzy dyszami silników. Umożliwia to realizowanie lądowania z dużymi kątami natarcia. Pod żądłem umieszczono hak do lądowania na pokładzie okrętu. Tuż za kabiną pilota, a przed krawędzią natarcia skrzydła, znajdują się dodatkowe powierzchnie sterujące, usterzenie poziome (charakterystyczne dla Su-33). Konstruktorzy zwiększyli powierzchnie składanych (w celu umożliwienia hangarowania) skrzydeł i klap. Na samolocie zastosowano rosyjskie silniki AL-31. Prawdopodobnie docelowo będą to jednak chińskie silniki WS-10H. Informacje i szczegóły dotyczące zastosowanych w maszynie systemów są niepewne i bardzo skąpe. Podobne wątpliwości i przypuszczenia dotyczą uzbrojenia, jakie będzie przenosił J-15.
Pierwsze zdjęcia J-15 zostały upublicznione w maju 2010 roku. Do dziś potwierdzone jest zbudowanie sześciu samolotów prototypowych o numerach burtowych od 551 do 556. Do operowania J-15 z pokładu lotniczego przystąpiono wykorzystując instalacje lądowe. W ośrodku badawczym znanym pod angielsko – języcznym tłumaczeniem China Flight Test Establishment (CFTE) w Xi’an wybudowano pełnowymiarową makietę pokładu lotniczego z trampoliną startową. Według oficjalnych informacji, J-15 po raz pierwszy wystartował w CFTE, z wykorzystaniem trampoliny 6 maja 2010 roku. Pierwsze lądowanie na pokładzie prawdziwego lotniskowca "Liaoning" odbyło się 20 listopada 2012 roku, za sterami maszyny siedział pilot doświadczalny Dai Mingmeng a 23 listopada 2012 roku dwa samoloty J-15 o numerach burtowych 552 i 553 lądowały na lotniskowcu, wydarzenie to zostało nagłośnione przez chińską propagandę. Dzień po zakończeniu prób na lotniskowcu, jeszcze na pokładzie okrętu (lub według innych źródeł kolejnego dnia, już na lądzie w hotelu), zmarł główny konstruktor J-15, a jednocześnie dyrektor zakładów w Shenyang – Luo Yanga. Przyczyną śmierci był zawał serca. Docelowo planowano, iż "Liaoning" będzie mógł zabierać na pokład 26 – 30 samolotów J-15.
Na początku listopada 2012 roku ujawniono zdjęcia dwumiejscowej odmiany J-15. Było to o tyle nieoczekiwane i sensacyjne wydarzenie, iż Chińczycy nie mieli wcześniej okazji do skopiowania tego typu wersji samolotu Su-27. Dwumiejscowy J-11BS (pojawia się również oznaczenie tej wersji J-16) konstruowany był równolegle z J-15. 3 listopada 2012 oblatano dwumiejscowy wariant oznaczony J-15S.
10 listopada 2014 roku, Departament Obrony Stanów Zjednoczonych ujawnił informacje pochodzącą z danych wywiadu o rozpoczęciu przez Chiny produkcji seryjnej samolotu J-15. Chińczycy przygotowując wejście maszyny do służby, przygotowali bazę dla pułku lotniczego w prowincji Liaoning. Na wyposażeniu bazy znajduje się makieta pokładu lotniskowca oraz skocznia startowa.
Według nieoficjalnych doniesień, produkcja seryjna maszyn J-15 zakończyła się po dostarczeniu pierwszej seryjnej partii tych samolotów. Wznowiono ją, również według nieoficjalnych doniesień wraz z pozyskaniem nowego chińskiego lotniskowca typu 001A. Nowa jednostka ma zabierać na pokład 36 samolotów typu J-15B. Na pokładzie pierwszego lotniskowca "Liaoning" mieściło się 24 J-15. J-15B to nowa wersja samolotu, wyposażona w stację radiolokacyjną z aktywnym skanowaniem elektronicznym. Opracowywana jest również nowa, dwumiejscowa wersja samolotu.
Według doniesień prasowych, trwają intensywne prace nad znalezieniem następcy dla J-15. Powodem tych starań ma być duża awaryjność samolotu, chińska armia potwierdziła dwie katastrofy z czterech, o jakich istnieją doniesienia oraz ograniczenia eksploatacyjne maszyny. Samolot, najcięższy z używanych na chińskim lotniskowcu myśliwców wielozadaniowych, startuje z pokładu lotniskowca bez użycia katapulty. Ogranicza to w sposób nieakceptowalny dla marynarki jego masę startową a tym samym zdolność do przenoszenia maksymalnej ilości uzbrojenia i paliwa, tym samym redukując jego zasięg.

## Konstrukcja
J-15 jest wolnonośnym średniopłatem o konstrukcji mieszanej, metalowo-kompozytowej. Składane skrzydło pasmowe z podwójnym usterzeniem pionowym i dodatkowymi powierzchniami sterującymi przed krawędzią natarcia skrzydła. Wzmocnione podwozie trójzespołowe, chowane, z przednim poparciem.  Na lewej burcie samolotu wysuwana końcówka do tankowania paliwa w locie. Napęd stanowią dwa silniki turbowentylatorowe.

## Uzbrojenie
Na końcach skrzydeł samolotu, w odróżnieniu od oryginalnego Su-33, Chińczycy zainstalowali odstające od płata belki do podwieszania uzbrojenia. Sugeruje to zastosowanie w tych miejscach kierowanych pocisków rakietowych powietrze-powietrze PL-8, chińskich kopii, izraelskich Pythonów-3, które mają większą rozpiętość niż radzieckie R-73, dla których pierwotnie przeznaczone były belki na końcach skrzydeł. Drugim pociskiem przeciwlotniczym ma być PL-12, chińska kopia rosyjskich R-77 z aktywnymi głowicami radiolokacyjnymi. Upubliczniono fotografię J-15 z takimi rakietami. Używany do prób na lotniskowcu J-15 miał podwieszone makiety rakiet przeciwokrętowych YJ-83K. Niewykluczone jest zastosowanie niekierowanych pocisków rakietowych kalibru 90 – 122 mm, klasycznych bomb o wagomiarze 250 kg (standard w chińskim lotnictwie bojowym), jak również integracja z samolotem bomb kierowanych. Zasobniki do podświetlania celów w przypadku użycia bomb kierowanych laserowo, testowane są na samolotach Shenyang J-11.